# Stroncone
Stroncone település Olaszországban, Terni megyében. Lakosainak száma 4629 fő (2023. január 1.). Stroncone Calvi dell'Umbria, Configni, Cottanello, Greccio, Narni, Otricoli, Rieti és Terni községekkel határos.

## Népesség
A település népessége az elmúlt években az alábbi módon változott:
| Lakosok száma | 4878 | 4814 | 4629 |
|               | 2017 | 2018 | 2023 |